# Racibor białogardzki
Racibor białogardzki (ur. ok. 1212, zm. 6 czerwca 1272) – książę białogardzki w latach 1233 do ok. 1262.
Syn Mściwoja I gdańskiego, do czasu ukończenia dwudziestu lat pozostawał pod opieką starszego brata Świętopełka. Rządy w dzielnicy białogardzkiej (ze stolicą w Białogardzie nad Łebą) objął około 1233. W 1237 z inspiracji Sambora najechał ziemię słupską. W odwecie Świętopełk zajął w 1238 Białogardę. Racibor, aby zachować własną dzielnicę, musiał ukorzyć się przed bratem. 
W 1243 zawarł sojusz z Kazimierzem kujawskim i zakonem krzyżackim przeciw Świętopełkowi, ten uznając to za złamanie wcześniejszych przyrzeczeń wtrącił go do więzienia. Po odzyskaniu wolności około 1248 powrócił do dzielnicy białogardzkiej i pozostał wiernym sojusznikiem Świętopełka. 
Po 1262 wstąpił do zakonu krzyżackiego, zapisując im swoją ziemie.
Władcy Pomorza gdańskiego z dynastii Sobiesławiców (z uwzględnieniem podziałów dzielnicowych).
| Sobiesław namiestnik pomorski 1155–1177/80 | Sambor I gdański namiestnik pomorski 1177/80-1205 | Mściwój I gdański namiestnik pomorski 1205-1219/20 | Świętopełk II Wielki namiestnik pomorski 1219/20-1227 ks. gdański 1227-1266 | Świętopełk II Wielki namiestnik pomorski 1219/20-1227 ks. gdański 1227-1266 | Warcisław II ks. gdański 1266–1270 | Mściwój II ks. pomorski 1270-1294 | Mściwój II ks. pomorski 1270-1294 |
| Sobiesław namiestnik pomorski 1155–1177/80 | Sambor I gdański namiestnik pomorski 1177/80-1205 | Mściwój I gdański namiestnik pomorski 1205-1219/20 | Warcisław I ks. świecko- lubiszewski 1227-1227/33                           | Racibor białogardzki ks. białogardzki 1233-1262                             | Warcisław II ks. gdański 1266–1270 | Mściwój II ks. pomorski 1270-1294 | Mściwój II ks. pomorski 1270-1294 |
| Sobiesław namiestnik pomorski 1155–1177/80 | Sambor I gdański namiestnik pomorski 1177/80-1205 | Mściwój I gdański namiestnik pomorski 1205-1219/20 | Warcisław I ks. świecko- lubiszewski 1227-1227/33                           | Sambor II ks. lubiszewski (tczewski) 1233-1269                              |                                    | Mściwój II ks. pomorski 1270-1294 | Mściwój II ks. pomorski 1270-1294 |
| Sobiesław namiestnik pomorski 1155–1177/80 | Sambor I gdański namiestnik pomorski 1177/80-1205 | Mściwój I gdański namiestnik pomorski 1205-1219/20 | Warcisław I ks. świecko- lubiszewski 1227-1227/33                           | Mściwój II ks. świecki 1255–1270                                            |                                    | Mściwój II ks. pomorski 1270-1294 | Mściwój II ks. pomorski 1270-1294 |